# Sainte-Clotilde-de-Beauce
Sainte-Clotilde-de-Beauce es un municipio canadiense situado en la provincia de Quebec.

## Superficie
Sainte-Clotilde-de-Beauce tiene una superficie de 60,55 km².

## Demografía
En 2021, tenía 569 habitantes, una densidad poblacional de 9,4 hab./km², y 261 viviendas.